# Гудлетт, Саша
Саша Самолия Гудлетт (англ. Sasha Samolia Goodlett; род. 9 августа 1990 года в Болтоне, штат Миссисипи, США) — американская профессиональная баскетболистка, выступавшая в женской национальной баскетбольной ассоциации. Она была выбрана на драфте ВНБА 2012 года в первом раунде под общим одиннадцатым номером клубом «Индиана Фивер». Играет на позиции центровой. В настоящее время выступает в чемпионате Турции за команду «Мерсин БШБ СК».

## Ранние годы
Саша родилась 9 августа 1990 года в небольшом городе Болтон (штат Миссисипи) в семье Майкла Вашингтона и Сары Гудлетт, у неё есть старшие брат, Майкл, и сестра, Тристина, а училась она в соседнем городе Клинтон в одноимённой средней школе, в которой выступала за местную баскетбольную команду.